# Ловетт, Уильям
Уильям Ловетт (англ. William Lovett; 8 мая 1800, близ Пензанса, — 8 августа 1877, Лондон) — деятель чартистского движения в Великобритании, мелкобуржуазный радикал.
Был столяром-краснодеревщиком, книготорговцем, учителем. В 1820-х годах участвовал в кооперативном движении, увлекался идеями Р. Оуэна. Один из организаторов Лондонской ассоциации рабочих (основана в 1836), секретарь чартистского национального конвента 1839 году. Был сторонником умеренной тактики («моральной силы»). После тюремного заключения (1839—40) Ловатт поддержал ряд попыток буржуазных радикалов подчинить чартистское движение буржуазному руководству. К концу 40-х годов фактически отошёл от чартизма.